# كرة الباسك
باسك بيلوتا (Basque pelota) (بيلوتا أو يسكو بيلوتا (eusko pilota) في الباسك، بيلوتا باسكا (pelota vasca) في الإسبانية، وبيلوتا أو بيلوتا باسك (pelote basque) في الفرنسية) هي اسم لمجموعة متنوعة من رياضات الملاعب تُلعب بإحدى الكرات باستخدام إحدى اليدين والمضرب، المضرب الخشبي أو السلة، مع الوقوف في مواجهة الجدار (فرنتون (frontón) في الإسبانية وبيلوتاليكو (pilotaleku) أوبيلوتا بلازا لغة الباسك وفرنتو (frontó) في الكاتالونية وفرنتون (fronton) في الفرنسية) وتشتهر بطريقة كبيرة بمشاركة أحد الفريقين المتنافسين، يفصل بينهما خط أو شبكة في الملعب. وقد ترجع جذورها إلى الثقافات اليونانية القديمة وغيرها من الثقافات القديمة، ولكن في أوروبا نشأ أصلها جميعًا من التنس (انظر لعبة الكف)[بحاجة لمصدر].
اشتقت الكلمة الباسكية بيلوتا من اللاتينية "pilum" (رمي الرمح) عبر بروفنسال (Provençal) «بيلوتا» (الكرة).
في هذه الآونة، تُلعب رياضة باسك بيلوتا في عديد من الدول. في أوروبا تتركز تلك الرياضة في إسبانيا وفرنسا، خاصة في بلاد الباسك والمناطق المجاورة لها. وتُلعب هذه الرياضة أيضًا في دول أمريكا اللاتينية مثل الأرجنتين وشيلي وكوبا والمكسيك وبيرو والأوروغواي. وتظهر كمشروع رياضي يُسمى جاي ألاي (Jai Alai)، نراه في مناطق بالولايات المتحدة مثل فلوريدا وكونيتيكت ونيفادا ورود آيلاند.
في بالنسية، تعد بيلوتا البالنسية الرياضة الوطنية؛ وتُلعب أيضًا في بلجيكا وشمال إيطاليا والمكسيك والأرجنتين.
منذ أن عرفت طريقها للوجود، وحَّد الاتحاد الدولي لباسك بيلوتا الأنواع المختلفة إلى أربعة أساليب وأربعة عشر نظامًا بأوزان الكرة وقواعد وأحجام الملعب الثابتة. وتعتمد الأساليب الأربعة (جدار بطول 30 مترًا وجدار بطول 36 مترًا وجدار بطول 54 مترًا وسقاطة، إلى جانب الأنظمة الأربعة عشر المعترف بها على استخدام اليد العارية، والكرة الجلدية والكرة المطاطية (بيولوتا باليتا) والمضرب (مضرب التنس) والسقاطة. يلعب الرجال والنساء اثنين من الأنظمة الأربعة عشر (فرونتنس وبيلوتا المطاطية في ترينكيت)؛ ويلعب الرجال وحدهم الإثني عشر الأخرى.
يسمح ذلك بلعب البطولة على الصعيد الدولي، ويسمح بمشاركة اللاعبين والفرق من جميع أنحاء العالم باستخدام القوانين نفسها.
ومع ذلك تظهر حالة من النقد حول ذلك، إذ يعتقد بعض المتمرسين الأصليين عن إمكانية اندثار بعض الصفات الأصلية لكل طريقة معينة.

## معلومات تاريخية

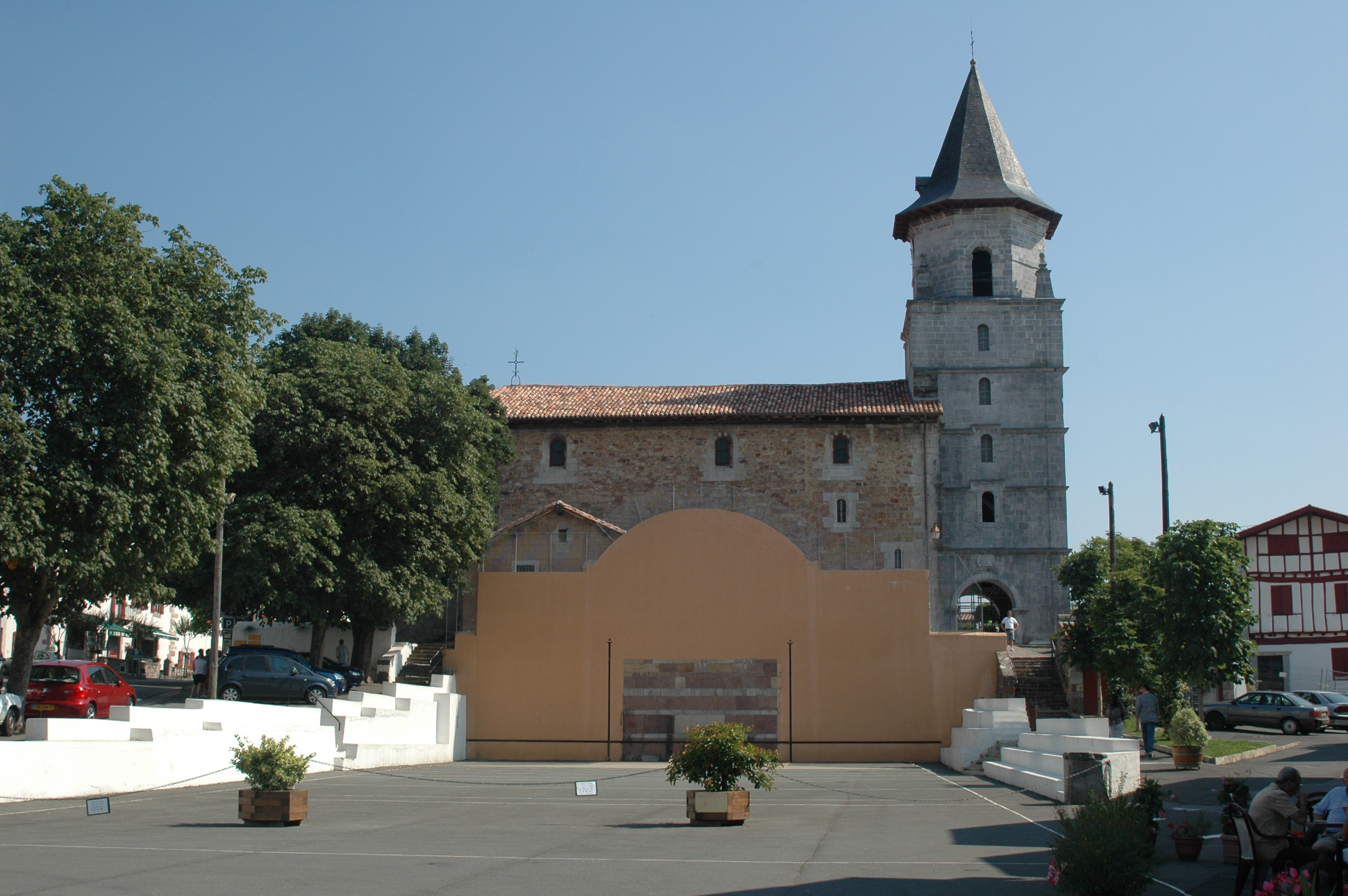
فرونتوي في إينهوا (Ainhoa) (لابورد (Labourd))

يرتبط أصل تلك الرياضة بانخفاض شعبية لعبة الكف القديمة (jeu de paume au gant)، في حوالي عام 1700. في حين أن اللعبة قد تطورت للعبة الكف الجديدة (مع الراكيت وتسمى في إنجلترا بالتنس الأصلي) وفي النهاية للتنس، وقد حافظت المجتمعات الريفية في جبال الألب وبيرنين (pyreneean) على تقاليد اللعبة.
في بلاد الباسك، طورت «باساكا» و«لاكسوا»، وهي النسخ المحلية للعبة الكف، أسلوبًا خاصًا من البيلوتا: بدلاً من اللعب بطريقة المنافسة، مع وجود شبكة في منتصف الملعب، ويبدأ لاعب الباسك في قذف الكرة بطريقة مضادة للجدار.
وفقًا لذلك، سجل المؤرخ باسك بيلوتا تشيبيتي أتشيتو (Chipitey Etcheto) أول مباراة حدثت في عهد نابليون؛ ومن المعتقد أن اللعبة كانت قريبة من المميزات النادرة الحالية لـ «الريبوت».
شهد منتصف القرن التاسع عشر الكشف عن «بيلوتا المجنونة». ويعد اللاعب «جانتكسيكي» «الأب» الأصلي لمضرب تشيستيرا (chistera)، وهو مضرب على هيئة سلة يمكنه دفع الكرة بسرعة غير معقولة، وقد ظهر حوالي عام 1850.
حظي الأبطال الكبار في نهاية القرن التاسع عشر، أمثال «تشيكيتو دي كامبو» (Chiquito de Cambo) بشعبية جارفة وظهروا كأفضل رياضيين في زمنهم. نُظمت أولى المسابقات الرسمية في فترة العشرينيات، وأفسحت المجال لبطولة العالم في الخمسينيات.

## وصلات خارجية
- (بالإنجليزية) The International Federation of Basque Pelota
- (بالإنجليزية) "The History of Basque Pelota in the Americas" نسخة محفوظة 10 أبريل 2008 على موقع واي باك مشين. by Carmelo Urza
- (بالإنجليزية) Frontons.net, list of frontons around the world.
- (بالإسبانية) Pelota vasca in the Spanish-language Auñamendi Encyclopedia, with sections on the game and history.